# Over and Out
Over and Out è un album in studio del cantautore britannico Rick Parfitt, pubblicato postumo il 23 marzo 2018.

## Il disco
Nel giugno del 2016, Rick Parfitt, storico chitarrista degli Status Quo, veniva colpito da infarto al termine di un concerto in Turchia e si vedeva costretto ad abbandonare in via definitiva le peregrinazioni dal vivo insieme alla band. Da qui l'idea di impegnare il suo tempo per scrivere nuovi brani ed incidere un album solista (il primo della sua lunga carriera).
Tuttavia, dopo avere completato le incisioni della sua voce e delle parti di chitarra ritmica, nel dicembre del 2016 perdeva la vita a causa di una setticemia provocata da un grave infortunio alla spalla.
L'album veniva completato grazie all'iniziativa del figlio Rick Parfitt jnr ed al contributo di altri artisti (tra cui alcuni grandi nomi del rock britannico come Brian May dei Queen e Chris Wolstenholme dei Muse).
Delineato da un duplice binario di suoni e melodie, con brani ruvidi e potenti in classico stile boogie rock - Lonesome Road, Everybody Known How to Fly - affiancati a pezzi dal sapore soft e malinconico come Over and Out e Without You, il disco veniva pubblicato postumo nel marzo 2018 ottenendo buone recensioni dalla critica  e piazzandosi al quarto posto delle classifiche inglesi.

## Tracce
1. Twinkletoes – 2:55 (Parfitt/Webb)
2. Lonesome Road – 3:28 (Parfitt/Webb)
3. Over and Out – 3:20 (Parfitt/Webb)
4. When I Was Fallin' in Love – 3:23 (Parfitt/Webb)
5. Fight for Every Heartbeat – 3:25 (Parfitt/Webb)
6. Without You – 3:22 (Rick Parfitt)
7. Long Distance Love – 3:46 (John David)
8. Everybody Knows How to Fly – 3:29 (John David)
9. Lock Myself Away – 3:36 (Parfitt/Webb)
10. Halloween – 5:02 (Rick Parfitt)

## Formazione
- Rick Parfitt (chitarra ritmica, voce)
- Brian May (chitarra) nel brano 1
- Chris Wolstenholme (basso, chitarra, voce aggiunta) nel brano 7
- Jo Webb (chitarre, tastiere, voce aggiunta)
- Rick Parfitt Jnr (voce aggiunta)
- Eike Freese (percussioni, voce aggiunta)
- Alan Lancaster (voce aggiunta) nel brano 8
- Dave Marks (basso, percussioni)
- Shannon Harris (piano)
- Tim Oliver (sintetizzatore)
- Alex Toff (batteria)
- John "Rhino" Edwards (basso)
- Stephen Hussey (viola e violino) nel brano 6
- Ivan Hussey (violoncello) nel brano 6
- Wayne Morris (chitarra)
- Bob Young (armonica a bocca)
- Pip Williams (chitarra) nel brano 10
- Jeff Rich (batteria) nel brano 10
- Bias Boshell (tastiere) nel brano 10
- Martin Ditcham  (percussioni) nel brano 10
- Vikki Brown (voce aggiunta) nel brano 10
- Stevie Lange (voce aggiunta) nel brano 10
- Katie Kissoon (voce aggiunta) nel brano 10